# John Weldon (compositor)
John Weldon (Chichester, 19 de janeiro de 1676 – Londres, 7 de maio de 1736) foi um compositor inglês.
Foi educado em Eton onde foi membro do coro, e depois recebeu instrução musical de Henry Purcell. Em 1694 Weldon foi nomeado organista do New College em Oxford e tornou-se conhecido na vida musical da cidade, escrevendo música para masques e executando o seu dever de organista. Mudou-se para Londres e em 1701 entrou num concurso para musicar a peça O Julgamento de Páris da autoria de Congreve. Talvez surpreendentemente, Weldon foi o escolhido de entre os concorrentes, entre os quais estavam o mais velho e experiente Daniel Purcell (irmão mais novo de Henry), John Eccles e Godfrey Finger. As pautas de Purcell e Eccles foram depois publicadas por John Walsh. A de Weldon não foi e permanece em manuscrito, embora o facto de ser na época pouco conhecido possa ter contribuído. Há algumas provas que sugerem que os juízes do concurso não eram totalmente imparciais, mas também pode ser que a partitura de Weldon tenha sido considerada menos antiquada que as dos seus concorrentes mais velhos. No mesmo ano, Weldon foi feito Gentleman da Capela Real.
Com reputação feita em Londres, Weldon continuou durante alguns anos a escrever para teatro. Música para The Tempest, que até à década de 1960 se acreditava ter sido composta por Henry Purcell, foi quase certamente escrita por Weldon para o Drury Lane Theatre em 1712. O seu estilo musical deve muito à influência de Purcell mas é mais italianizante e adere ao mais 'moderno' estilo francês que se tornava mais popular nessa altura.

## Óperas
- O Julgamento de Páris (estreia em 6 de Maio de 1701)
- Orfeu e Eurídice (c.1701)
- A alegria da Bretanha (1704)
- A Tempestade (1712)